# Вінкларн
Вінкларн (нім. Winklarn) — громада в Німеччині, розташована в землі Баварія. Підпорядковується адміністративному округу Верхній Пфальц. Входить до складу району Швандорф. Складова частина об'єднання громад Оберфіхтах.
Площа — 33,71 км2. Населення становить 1373 ос. (станом на 31 грудня 2020).

## Галерея

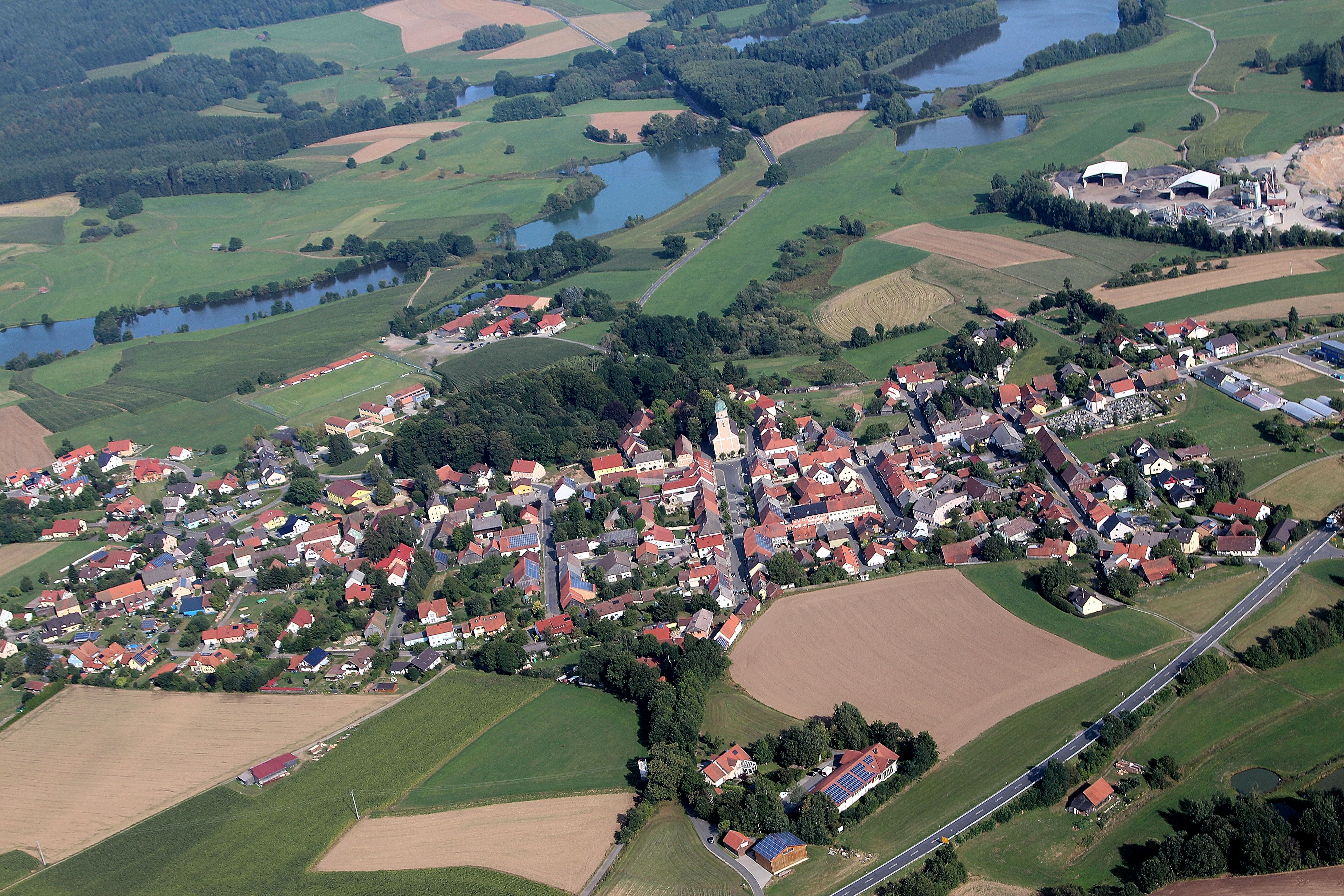